# Klouzek douglaskový
Klouzek douglaskový (Suillus lakei) je houba z čeledi klouzkovitých.

## Popis
Má klobouk má 4–12 cm v průměru, neslizký až šupinatý v mládí s podvinutým okrajem, na kterém jsou často závojové segmenty. Šupinky jsou husté, mají zarudle hnědou až skoro krvavě hnědou barvu na červenofialovém nebo šedolososovém podkladě. Rourky se sbíhají na třeň, póry jsou do hněda opálené až olivové, nakonec nebo poraněním hnědé. Póry jsou drobné a stejné barvy jako rourky, poraněním nebo tlakem se však mění na červenohnědou.
Prsten je blanitý a pomíjivý. Třeň je 3–7 cm vysoká, 15–35 mm tlustá, válcovitá, pevná. V mládí je u vrcholu žlutý, dolu na žlutém podkladě má načervenalou hnědě šupinkatou barvu. Dužnina bývá masitá, bledožlutá, na řezu někdy zrůžoví, vůně je slabě štiplavá a je na chuť mírná. Výtrusný prach je hnědý, výtrusy jsou 7,5–10 × 3–4 µm velké.

## Výskyt
Říjen až prosinec pod douglaskou tisolistou. Vyskytuje se převážně v Severní Americe. Je jedlý.

## Symbióza
Žije v mykorhize výhradně s douglaskou tisolistou (Pseudotsuga mensiezii).